# Det odödliga partiet
Den här artikeln använder algebraisk schacknotation för att beskriva schackdragen.

Animation av partiet.

Det odödliga partiet är namnet på ett schackparti som spelades mellan tysken Adolf Anderssen (1818–79), som vit, och fransmannen Lionel Kieseritzky (1806–1853), som svart, 21 juni 1851 i London. Anderssens geniala materiella offer – en löpare, båda tornen och damen – har gjort spelet till ett av de mest kända schackpartierna genom tiderna.

## Spelet
Vit: Adolf Anderssen  
Svart: Lionel Kieseritzky  
Öppning: Kungsgambit, Bryans motgambit, ECO C33
1.e4 e5 2.f4
Anderssen börjar med kungsgambiten, den populäraste öppningen på den tiden.
2...exf4 3.Lc4 Dh4+ 4.Kf1 b5?!
4...b5, Bryans motgambit, betraktas i allmänhet inte som ett bra drag numera.
5.Lxb5 Sf6 6.Sf3 Dh6 7.d3 Sh5 8.Sh4
Den tyska stormästaren Robert Hübner rekommenderar istället 8.Tg1, varefter hans analys fortsätter 8...Db6 9.Sc3 c6 10.Lc4 Dc5 11.De2 La6 12.Lxa6 Sxa6. 13.d4 Da5 14.Se5 g6 15.Lc4 Dc7 16.e5, och vit är mycket bättre.
8...Dg5 9.Sf5 c6 10.g4 Sf6 11.Tg1!
Vit offrar sin löpare för att få mer tid.
11...cxb5 12.h4! Dg6 13.h5 Dg5 14.Df3 Sg8
Svart har mera material än vit, men de vita pjäserna är mycket aktivare.
15.Lxf4 Df6 
15...Dd8 är ett mindre aggressivt alternativ.
16.Sc3 Lc5 17.Sd5 Dxb2 18.Ld6!!
Vit har nu flera sätt att vinna. Hübner ger tre alternativa vinster: 
|   | a | b | c | d | e | f | g | h |   |
| 8 | a8 svart torn · c8 svart löpare · d8 svart kung · g8 svart springare · h8 svart torn · a7 svart bonde · d7 svart bonde · f7 svart bonde · g7 vit springare · h7 svart bonde · a6 svart springare · d6 vit löpare · f6 vit drottning · b5 svart bonde · d5 vit springare · e5 vit bonde · h5 vit bonde · g4 vit bonde · d3 vit bonde · a2 vit bonde · c2 vit bonde · e2 vit kung · a1 svart drottning · g1 svart löpare | a8 svart torn · c8 svart löpare · d8 svart kung · g8 svart springare · h8 svart torn · a7 svart bonde · d7 svart bonde · f7 svart bonde · g7 vit springare · h7 svart bonde · a6 svart springare · d6 vit löpare · f6 vit drottning · b5 svart bonde · d5 vit springare · e5 vit bonde · h5 vit bonde · g4 vit bonde · d3 vit bonde · a2 vit bonde · c2 vit bonde · e2 vit kung · a1 svart drottning · g1 svart löpare | a8 svart torn · c8 svart löpare · d8 svart kung · g8 svart springare · h8 svart torn · a7 svart bonde · d7 svart bonde · f7 svart bonde · g7 vit springare · h7 svart bonde · a6 svart springare · d6 vit löpare · f6 vit drottning · b5 svart bonde · d5 vit springare · e5 vit bonde · h5 vit bonde · g4 vit bonde · d3 vit bonde · a2 vit bonde · c2 vit bonde · e2 vit kung · a1 svart drottning · g1 svart löpare | a8 svart torn · c8 svart löpare · d8 svart kung · g8 svart springare · h8 svart torn · a7 svart bonde · d7 svart bonde · f7 svart bonde · g7 vit springare · h7 svart bonde · a6 svart springare · d6 vit löpare · f6 vit drottning · b5 svart bonde · d5 vit springare · e5 vit bonde · h5 vit bonde · g4 vit bonde · d3 vit bonde · a2 vit bonde · c2 vit bonde · e2 vit kung · a1 svart drottning · g1 svart löpare | a8 svart torn · c8 svart löpare · d8 svart kung · g8 svart springare · h8 svart torn · a7 svart bonde · d7 svart bonde · f7 svart bonde · g7 vit springare · h7 svart bonde · a6 svart springare · d6 vit löpare · f6 vit drottning · b5 svart bonde · d5 vit springare · e5 vit bonde · h5 vit bonde · g4 vit bonde · d3 vit bonde · a2 vit bonde · c2 vit bonde · e2 vit kung · a1 svart drottning · g1 svart löpare | a8 svart torn · c8 svart löpare · d8 svart kung · g8 svart springare · h8 svart torn · a7 svart bonde · d7 svart bonde · f7 svart bonde · g7 vit springare · h7 svart bonde · a6 svart springare · d6 vit löpare · f6 vit drottning · b5 svart bonde · d5 vit springare · e5 vit bonde · h5 vit bonde · g4 vit bonde · d3 vit bonde · a2 vit bonde · c2 vit bonde · e2 vit kung · a1 svart drottning · g1 svart löpare | a8 svart torn · c8 svart löpare · d8 svart kung · g8 svart springare · h8 svart torn · a7 svart bonde · d7 svart bonde · f7 svart bonde · g7 vit springare · h7 svart bonde · a6 svart springare · d6 vit löpare · f6 vit drottning · b5 svart bonde · d5 vit springare · e5 vit bonde · h5 vit bonde · g4 vit bonde · d3 vit bonde · a2 vit bonde · c2 vit bonde · e2 vit kung · a1 svart drottning · g1 svart löpare | a8 svart torn · c8 svart löpare · d8 svart kung · g8 svart springare · h8 svart torn · a7 svart bonde · d7 svart bonde · f7 svart bonde · g7 vit springare · h7 svart bonde · a6 svart springare · d6 vit löpare · f6 vit drottning · b5 svart bonde · d5 vit springare · e5 vit bonde · h5 vit bonde · g4 vit bonde · d3 vit bonde · a2 vit bonde · c2 vit bonde · e2 vit kung · a1 svart drottning · g1 svart löpare | 8 |
| 7 | a8 svart torn · c8 svart löpare · d8 svart kung · g8 svart springare · h8 svart torn · a7 svart bonde · d7 svart bonde · f7 svart bonde · g7 vit springare · h7 svart bonde · a6 svart springare · d6 vit löpare · f6 vit drottning · b5 svart bonde · d5 vit springare · e5 vit bonde · h5 vit bonde · g4 vit bonde · d3 vit bonde · a2 vit bonde · c2 vit bonde · e2 vit kung · a1 svart drottning · g1 svart löpare | a8 svart torn · c8 svart löpare · d8 svart kung · g8 svart springare · h8 svart torn · a7 svart bonde · d7 svart bonde · f7 svart bonde · g7 vit springare · h7 svart bonde · a6 svart springare · d6 vit löpare · f6 vit drottning · b5 svart bonde · d5 vit springare · e5 vit bonde · h5 vit bonde · g4 vit bonde · d3 vit bonde · a2 vit bonde · c2 vit bonde · e2 vit kung · a1 svart drottning · g1 svart löpare | a8 svart torn · c8 svart löpare · d8 svart kung · g8 svart springare · h8 svart torn · a7 svart bonde · d7 svart bonde · f7 svart bonde · g7 vit springare · h7 svart bonde · a6 svart springare · d6 vit löpare · f6 vit drottning · b5 svart bonde · d5 vit springare · e5 vit bonde · h5 vit bonde · g4 vit bonde · d3 vit bonde · a2 vit bonde · c2 vit bonde · e2 vit kung · a1 svart drottning · g1 svart löpare | a8 svart torn · c8 svart löpare · d8 svart kung · g8 svart springare · h8 svart torn · a7 svart bonde · d7 svart bonde · f7 svart bonde · g7 vit springare · h7 svart bonde · a6 svart springare · d6 vit löpare · f6 vit drottning · b5 svart bonde · d5 vit springare · e5 vit bonde · h5 vit bonde · g4 vit bonde · d3 vit bonde · a2 vit bonde · c2 vit bonde · e2 vit kung · a1 svart drottning · g1 svart löpare | a8 svart torn · c8 svart löpare · d8 svart kung · g8 svart springare · h8 svart torn · a7 svart bonde · d7 svart bonde · f7 svart bonde · g7 vit springare · h7 svart bonde · a6 svart springare · d6 vit löpare · f6 vit drottning · b5 svart bonde · d5 vit springare · e5 vit bonde · h5 vit bonde · g4 vit bonde · d3 vit bonde · a2 vit bonde · c2 vit bonde · e2 vit kung · a1 svart drottning · g1 svart löpare | a8 svart torn · c8 svart löpare · d8 svart kung · g8 svart springare · h8 svart torn · a7 svart bonde · d7 svart bonde · f7 svart bonde · g7 vit springare · h7 svart bonde · a6 svart springare · d6 vit löpare · f6 vit drottning · b5 svart bonde · d5 vit springare · e5 vit bonde · h5 vit bonde · g4 vit bonde · d3 vit bonde · a2 vit bonde · c2 vit bonde · e2 vit kung · a1 svart drottning · g1 svart löpare | a8 svart torn · c8 svart löpare · d8 svart kung · g8 svart springare · h8 svart torn · a7 svart bonde · d7 svart bonde · f7 svart bonde · g7 vit springare · h7 svart bonde · a6 svart springare · d6 vit löpare · f6 vit drottning · b5 svart bonde · d5 vit springare · e5 vit bonde · h5 vit bonde · g4 vit bonde · d3 vit bonde · a2 vit bonde · c2 vit bonde · e2 vit kung · a1 svart drottning · g1 svart löpare | a8 svart torn · c8 svart löpare · d8 svart kung · g8 svart springare · h8 svart torn · a7 svart bonde · d7 svart bonde · f7 svart bonde · g7 vit springare · h7 svart bonde · a6 svart springare · d6 vit löpare · f6 vit drottning · b5 svart bonde · d5 vit springare · e5 vit bonde · h5 vit bonde · g4 vit bonde · d3 vit bonde · a2 vit bonde · c2 vit bonde · e2 vit kung · a1 svart drottning · g1 svart löpare | 7 |
| 6 | a8 svart torn · c8 svart löpare · d8 svart kung · g8 svart springare · h8 svart torn · a7 svart bonde · d7 svart bonde · f7 svart bonde · g7 vit springare · h7 svart bonde · a6 svart springare · d6 vit löpare · f6 vit drottning · b5 svart bonde · d5 vit springare · e5 vit bonde · h5 vit bonde · g4 vit bonde · d3 vit bonde · a2 vit bonde · c2 vit bonde · e2 vit kung · a1 svart drottning · g1 svart löpare | a8 svart torn · c8 svart löpare · d8 svart kung · g8 svart springare · h8 svart torn · a7 svart bonde · d7 svart bonde · f7 svart bonde · g7 vit springare · h7 svart bonde · a6 svart springare · d6 vit löpare · f6 vit drottning · b5 svart bonde · d5 vit springare · e5 vit bonde · h5 vit bonde · g4 vit bonde · d3 vit bonde · a2 vit bonde · c2 vit bonde · e2 vit kung · a1 svart drottning · g1 svart löpare | a8 svart torn · c8 svart löpare · d8 svart kung · g8 svart springare · h8 svart torn · a7 svart bonde · d7 svart bonde · f7 svart bonde · g7 vit springare · h7 svart bonde · a6 svart springare · d6 vit löpare · f6 vit drottning · b5 svart bonde · d5 vit springare · e5 vit bonde · h5 vit bonde · g4 vit bonde · d3 vit bonde · a2 vit bonde · c2 vit bonde · e2 vit kung · a1 svart drottning · g1 svart löpare | a8 svart torn · c8 svart löpare · d8 svart kung · g8 svart springare · h8 svart torn · a7 svart bonde · d7 svart bonde · f7 svart bonde · g7 vit springare · h7 svart bonde · a6 svart springare · d6 vit löpare · f6 vit drottning · b5 svart bonde · d5 vit springare · e5 vit bonde · h5 vit bonde · g4 vit bonde · d3 vit bonde · a2 vit bonde · c2 vit bonde · e2 vit kung · a1 svart drottning · g1 svart löpare | a8 svart torn · c8 svart löpare · d8 svart kung · g8 svart springare · h8 svart torn · a7 svart bonde · d7 svart bonde · f7 svart bonde · g7 vit springare · h7 svart bonde · a6 svart springare · d6 vit löpare · f6 vit drottning · b5 svart bonde · d5 vit springare · e5 vit bonde · h5 vit bonde · g4 vit bonde · d3 vit bonde · a2 vit bonde · c2 vit bonde · e2 vit kung · a1 svart drottning · g1 svart löpare | a8 svart torn · c8 svart löpare · d8 svart kung · g8 svart springare · h8 svart torn · a7 svart bonde · d7 svart bonde · f7 svart bonde · g7 vit springare · h7 svart bonde · a6 svart springare · d6 vit löpare · f6 vit drottning · b5 svart bonde · d5 vit springare · e5 vit bonde · h5 vit bonde · g4 vit bonde · d3 vit bonde · a2 vit bonde · c2 vit bonde · e2 vit kung · a1 svart drottning · g1 svart löpare | a8 svart torn · c8 svart löpare · d8 svart kung · g8 svart springare · h8 svart torn · a7 svart bonde · d7 svart bonde · f7 svart bonde · g7 vit springare · h7 svart bonde · a6 svart springare · d6 vit löpare · f6 vit drottning · b5 svart bonde · d5 vit springare · e5 vit bonde · h5 vit bonde · g4 vit bonde · d3 vit bonde · a2 vit bonde · c2 vit bonde · e2 vit kung · a1 svart drottning · g1 svart löpare | a8 svart torn · c8 svart löpare · d8 svart kung · g8 svart springare · h8 svart torn · a7 svart bonde · d7 svart bonde · f7 svart bonde · g7 vit springare · h7 svart bonde · a6 svart springare · d6 vit löpare · f6 vit drottning · b5 svart bonde · d5 vit springare · e5 vit bonde · h5 vit bonde · g4 vit bonde · d3 vit bonde · a2 vit bonde · c2 vit bonde · e2 vit kung · a1 svart drottning · g1 svart löpare | 6 |
| 5 | a8 svart torn · c8 svart löpare · d8 svart kung · g8 svart springare · h8 svart torn · a7 svart bonde · d7 svart bonde · f7 svart bonde · g7 vit springare · h7 svart bonde · a6 svart springare · d6 vit löpare · f6 vit drottning · b5 svart bonde · d5 vit springare · e5 vit bonde · h5 vit bonde · g4 vit bonde · d3 vit bonde · a2 vit bonde · c2 vit bonde · e2 vit kung · a1 svart drottning · g1 svart löpare | a8 svart torn · c8 svart löpare · d8 svart kung · g8 svart springare · h8 svart torn · a7 svart bonde · d7 svart bonde · f7 svart bonde · g7 vit springare · h7 svart bonde · a6 svart springare · d6 vit löpare · f6 vit drottning · b5 svart bonde · d5 vit springare · e5 vit bonde · h5 vit bonde · g4 vit bonde · d3 vit bonde · a2 vit bonde · c2 vit bonde · e2 vit kung · a1 svart drottning · g1 svart löpare | a8 svart torn · c8 svart löpare · d8 svart kung · g8 svart springare · h8 svart torn · a7 svart bonde · d7 svart bonde · f7 svart bonde · g7 vit springare · h7 svart bonde · a6 svart springare · d6 vit löpare · f6 vit drottning · b5 svart bonde · d5 vit springare · e5 vit bonde · h5 vit bonde · g4 vit bonde · d3 vit bonde · a2 vit bonde · c2 vit bonde · e2 vit kung · a1 svart drottning · g1 svart löpare | a8 svart torn · c8 svart löpare · d8 svart kung · g8 svart springare · h8 svart torn · a7 svart bonde · d7 svart bonde · f7 svart bonde · g7 vit springare · h7 svart bonde · a6 svart springare · d6 vit löpare · f6 vit drottning · b5 svart bonde · d5 vit springare · e5 vit bonde · h5 vit bonde · g4 vit bonde · d3 vit bonde · a2 vit bonde · c2 vit bonde · e2 vit kung · a1 svart drottning · g1 svart löpare | a8 svart torn · c8 svart löpare · d8 svart kung · g8 svart springare · h8 svart torn · a7 svart bonde · d7 svart bonde · f7 svart bonde · g7 vit springare · h7 svart bonde · a6 svart springare · d6 vit löpare · f6 vit drottning · b5 svart bonde · d5 vit springare · e5 vit bonde · h5 vit bonde · g4 vit bonde · d3 vit bonde · a2 vit bonde · c2 vit bonde · e2 vit kung · a1 svart drottning · g1 svart löpare | a8 svart torn · c8 svart löpare · d8 svart kung · g8 svart springare · h8 svart torn · a7 svart bonde · d7 svart bonde · f7 svart bonde · g7 vit springare · h7 svart bonde · a6 svart springare · d6 vit löpare · f6 vit drottning · b5 svart bonde · d5 vit springare · e5 vit bonde · h5 vit bonde · g4 vit bonde · d3 vit bonde · a2 vit bonde · c2 vit bonde · e2 vit kung · a1 svart drottning · g1 svart löpare | a8 svart torn · c8 svart löpare · d8 svart kung · g8 svart springare · h8 svart torn · a7 svart bonde · d7 svart bonde · f7 svart bonde · g7 vit springare · h7 svart bonde · a6 svart springare · d6 vit löpare · f6 vit drottning · b5 svart bonde · d5 vit springare · e5 vit bonde · h5 vit bonde · g4 vit bonde · d3 vit bonde · a2 vit bonde · c2 vit bonde · e2 vit kung · a1 svart drottning · g1 svart löpare | a8 svart torn · c8 svart löpare · d8 svart kung · g8 svart springare · h8 svart torn · a7 svart bonde · d7 svart bonde · f7 svart bonde · g7 vit springare · h7 svart bonde · a6 svart springare · d6 vit löpare · f6 vit drottning · b5 svart bonde · d5 vit springare · e5 vit bonde · h5 vit bonde · g4 vit bonde · d3 vit bonde · a2 vit bonde · c2 vit bonde · e2 vit kung · a1 svart drottning · g1 svart löpare | 5 |
| 4 | a8 svart torn · c8 svart löpare · d8 svart kung · g8 svart springare · h8 svart torn · a7 svart bonde · d7 svart bonde · f7 svart bonde · g7 vit springare · h7 svart bonde · a6 svart springare · d6 vit löpare · f6 vit drottning · b5 svart bonde · d5 vit springare · e5 vit bonde · h5 vit bonde · g4 vit bonde · d3 vit bonde · a2 vit bonde · c2 vit bonde · e2 vit kung · a1 svart drottning · g1 svart löpare | a8 svart torn · c8 svart löpare · d8 svart kung · g8 svart springare · h8 svart torn · a7 svart bonde · d7 svart bonde · f7 svart bonde · g7 vit springare · h7 svart bonde · a6 svart springare · d6 vit löpare · f6 vit drottning · b5 svart bonde · d5 vit springare · e5 vit bonde · h5 vit bonde · g4 vit bonde · d3 vit bonde · a2 vit bonde · c2 vit bonde · e2 vit kung · a1 svart drottning · g1 svart löpare | a8 svart torn · c8 svart löpare · d8 svart kung · g8 svart springare · h8 svart torn · a7 svart bonde · d7 svart bonde · f7 svart bonde · g7 vit springare · h7 svart bonde · a6 svart springare · d6 vit löpare · f6 vit drottning · b5 svart bonde · d5 vit springare · e5 vit bonde · h5 vit bonde · g4 vit bonde · d3 vit bonde · a2 vit bonde · c2 vit bonde · e2 vit kung · a1 svart drottning · g1 svart löpare | a8 svart torn · c8 svart löpare · d8 svart kung · g8 svart springare · h8 svart torn · a7 svart bonde · d7 svart bonde · f7 svart bonde · g7 vit springare · h7 svart bonde · a6 svart springare · d6 vit löpare · f6 vit drottning · b5 svart bonde · d5 vit springare · e5 vit bonde · h5 vit bonde · g4 vit bonde · d3 vit bonde · a2 vit bonde · c2 vit bonde · e2 vit kung · a1 svart drottning · g1 svart löpare | a8 svart torn · c8 svart löpare · d8 svart kung · g8 svart springare · h8 svart torn · a7 svart bonde · d7 svart bonde · f7 svart bonde · g7 vit springare · h7 svart bonde · a6 svart springare · d6 vit löpare · f6 vit drottning · b5 svart bonde · d5 vit springare · e5 vit bonde · h5 vit bonde · g4 vit bonde · d3 vit bonde · a2 vit bonde · c2 vit bonde · e2 vit kung · a1 svart drottning · g1 svart löpare | a8 svart torn · c8 svart löpare · d8 svart kung · g8 svart springare · h8 svart torn · a7 svart bonde · d7 svart bonde · f7 svart bonde · g7 vit springare · h7 svart bonde · a6 svart springare · d6 vit löpare · f6 vit drottning · b5 svart bonde · d5 vit springare · e5 vit bonde · h5 vit bonde · g4 vit bonde · d3 vit bonde · a2 vit bonde · c2 vit bonde · e2 vit kung · a1 svart drottning · g1 svart löpare | a8 svart torn · c8 svart löpare · d8 svart kung · g8 svart springare · h8 svart torn · a7 svart bonde · d7 svart bonde · f7 svart bonde · g7 vit springare · h7 svart bonde · a6 svart springare · d6 vit löpare · f6 vit drottning · b5 svart bonde · d5 vit springare · e5 vit bonde · h5 vit bonde · g4 vit bonde · d3 vit bonde · a2 vit bonde · c2 vit bonde · e2 vit kung · a1 svart drottning · g1 svart löpare | a8 svart torn · c8 svart löpare · d8 svart kung · g8 svart springare · h8 svart torn · a7 svart bonde · d7 svart bonde · f7 svart bonde · g7 vit springare · h7 svart bonde · a6 svart springare · d6 vit löpare · f6 vit drottning · b5 svart bonde · d5 vit springare · e5 vit bonde · h5 vit bonde · g4 vit bonde · d3 vit bonde · a2 vit bonde · c2 vit bonde · e2 vit kung · a1 svart drottning · g1 svart löpare | 4 |
| 3 | a8 svart torn · c8 svart löpare · d8 svart kung · g8 svart springare · h8 svart torn · a7 svart bonde · d7 svart bonde · f7 svart bonde · g7 vit springare · h7 svart bonde · a6 svart springare · d6 vit löpare · f6 vit drottning · b5 svart bonde · d5 vit springare · e5 vit bonde · h5 vit bonde · g4 vit bonde · d3 vit bonde · a2 vit bonde · c2 vit bonde · e2 vit kung · a1 svart drottning · g1 svart löpare | a8 svart torn · c8 svart löpare · d8 svart kung · g8 svart springare · h8 svart torn · a7 svart bonde · d7 svart bonde · f7 svart bonde · g7 vit springare · h7 svart bonde · a6 svart springare · d6 vit löpare · f6 vit drottning · b5 svart bonde · d5 vit springare · e5 vit bonde · h5 vit bonde · g4 vit bonde · d3 vit bonde · a2 vit bonde · c2 vit bonde · e2 vit kung · a1 svart drottning · g1 svart löpare | a8 svart torn · c8 svart löpare · d8 svart kung · g8 svart springare · h8 svart torn · a7 svart bonde · d7 svart bonde · f7 svart bonde · g7 vit springare · h7 svart bonde · a6 svart springare · d6 vit löpare · f6 vit drottning · b5 svart bonde · d5 vit springare · e5 vit bonde · h5 vit bonde · g4 vit bonde · d3 vit bonde · a2 vit bonde · c2 vit bonde · e2 vit kung · a1 svart drottning · g1 svart löpare | a8 svart torn · c8 svart löpare · d8 svart kung · g8 svart springare · h8 svart torn · a7 svart bonde · d7 svart bonde · f7 svart bonde · g7 vit springare · h7 svart bonde · a6 svart springare · d6 vit löpare · f6 vit drottning · b5 svart bonde · d5 vit springare · e5 vit bonde · h5 vit bonde · g4 vit bonde · d3 vit bonde · a2 vit bonde · c2 vit bonde · e2 vit kung · a1 svart drottning · g1 svart löpare | a8 svart torn · c8 svart löpare · d8 svart kung · g8 svart springare · h8 svart torn · a7 svart bonde · d7 svart bonde · f7 svart bonde · g7 vit springare · h7 svart bonde · a6 svart springare · d6 vit löpare · f6 vit drottning · b5 svart bonde · d5 vit springare · e5 vit bonde · h5 vit bonde · g4 vit bonde · d3 vit bonde · a2 vit bonde · c2 vit bonde · e2 vit kung · a1 svart drottning · g1 svart löpare | a8 svart torn · c8 svart löpare · d8 svart kung · g8 svart springare · h8 svart torn · a7 svart bonde · d7 svart bonde · f7 svart bonde · g7 vit springare · h7 svart bonde · a6 svart springare · d6 vit löpare · f6 vit drottning · b5 svart bonde · d5 vit springare · e5 vit bonde · h5 vit bonde · g4 vit bonde · d3 vit bonde · a2 vit bonde · c2 vit bonde · e2 vit kung · a1 svart drottning · g1 svart löpare | a8 svart torn · c8 svart löpare · d8 svart kung · g8 svart springare · h8 svart torn · a7 svart bonde · d7 svart bonde · f7 svart bonde · g7 vit springare · h7 svart bonde · a6 svart springare · d6 vit löpare · f6 vit drottning · b5 svart bonde · d5 vit springare · e5 vit bonde · h5 vit bonde · g4 vit bonde · d3 vit bonde · a2 vit bonde · c2 vit bonde · e2 vit kung · a1 svart drottning · g1 svart löpare | a8 svart torn · c8 svart löpare · d8 svart kung · g8 svart springare · h8 svart torn · a7 svart bonde · d7 svart bonde · f7 svart bonde · g7 vit springare · h7 svart bonde · a6 svart springare · d6 vit löpare · f6 vit drottning · b5 svart bonde · d5 vit springare · e5 vit bonde · h5 vit bonde · g4 vit bonde · d3 vit bonde · a2 vit bonde · c2 vit bonde · e2 vit kung · a1 svart drottning · g1 svart löpare | 3 |
| 2 | a8 svart torn · c8 svart löpare · d8 svart kung · g8 svart springare · h8 svart torn · a7 svart bonde · d7 svart bonde · f7 svart bonde · g7 vit springare · h7 svart bonde · a6 svart springare · d6 vit löpare · f6 vit drottning · b5 svart bonde · d5 vit springare · e5 vit bonde · h5 vit bonde · g4 vit bonde · d3 vit bonde · a2 vit bonde · c2 vit bonde · e2 vit kung · a1 svart drottning · g1 svart löpare | a8 svart torn · c8 svart löpare · d8 svart kung · g8 svart springare · h8 svart torn · a7 svart bonde · d7 svart bonde · f7 svart bonde · g7 vit springare · h7 svart bonde · a6 svart springare · d6 vit löpare · f6 vit drottning · b5 svart bonde · d5 vit springare · e5 vit bonde · h5 vit bonde · g4 vit bonde · d3 vit bonde · a2 vit bonde · c2 vit bonde · e2 vit kung · a1 svart drottning · g1 svart löpare | a8 svart torn · c8 svart löpare · d8 svart kung · g8 svart springare · h8 svart torn · a7 svart bonde · d7 svart bonde · f7 svart bonde · g7 vit springare · h7 svart bonde · a6 svart springare · d6 vit löpare · f6 vit drottning · b5 svart bonde · d5 vit springare · e5 vit bonde · h5 vit bonde · g4 vit bonde · d3 vit bonde · a2 vit bonde · c2 vit bonde · e2 vit kung · a1 svart drottning · g1 svart löpare | a8 svart torn · c8 svart löpare · d8 svart kung · g8 svart springare · h8 svart torn · a7 svart bonde · d7 svart bonde · f7 svart bonde · g7 vit springare · h7 svart bonde · a6 svart springare · d6 vit löpare · f6 vit drottning · b5 svart bonde · d5 vit springare · e5 vit bonde · h5 vit bonde · g4 vit bonde · d3 vit bonde · a2 vit bonde · c2 vit bonde · e2 vit kung · a1 svart drottning · g1 svart löpare | a8 svart torn · c8 svart löpare · d8 svart kung · g8 svart springare · h8 svart torn · a7 svart bonde · d7 svart bonde · f7 svart bonde · g7 vit springare · h7 svart bonde · a6 svart springare · d6 vit löpare · f6 vit drottning · b5 svart bonde · d5 vit springare · e5 vit bonde · h5 vit bonde · g4 vit bonde · d3 vit bonde · a2 vit bonde · c2 vit bonde · e2 vit kung · a1 svart drottning · g1 svart löpare | a8 svart torn · c8 svart löpare · d8 svart kung · g8 svart springare · h8 svart torn · a7 svart bonde · d7 svart bonde · f7 svart bonde · g7 vit springare · h7 svart bonde · a6 svart springare · d6 vit löpare · f6 vit drottning · b5 svart bonde · d5 vit springare · e5 vit bonde · h5 vit bonde · g4 vit bonde · d3 vit bonde · a2 vit bonde · c2 vit bonde · e2 vit kung · a1 svart drottning · g1 svart löpare | a8 svart torn · c8 svart löpare · d8 svart kung · g8 svart springare · h8 svart torn · a7 svart bonde · d7 svart bonde · f7 svart bonde · g7 vit springare · h7 svart bonde · a6 svart springare · d6 vit löpare · f6 vit drottning · b5 svart bonde · d5 vit springare · e5 vit bonde · h5 vit bonde · g4 vit bonde · d3 vit bonde · a2 vit bonde · c2 vit bonde · e2 vit kung · a1 svart drottning · g1 svart löpare | a8 svart torn · c8 svart löpare · d8 svart kung · g8 svart springare · h8 svart torn · a7 svart bonde · d7 svart bonde · f7 svart bonde · g7 vit springare · h7 svart bonde · a6 svart springare · d6 vit löpare · f6 vit drottning · b5 svart bonde · d5 vit springare · e5 vit bonde · h5 vit bonde · g4 vit bonde · d3 vit bonde · a2 vit bonde · c2 vit bonde · e2 vit kung · a1 svart drottning · g1 svart löpare | 2 |
| 1 | a8 svart torn · c8 svart löpare · d8 svart kung · g8 svart springare · h8 svart torn · a7 svart bonde · d7 svart bonde · f7 svart bonde · g7 vit springare · h7 svart bonde · a6 svart springare · d6 vit löpare · f6 vit drottning · b5 svart bonde · d5 vit springare · e5 vit bonde · h5 vit bonde · g4 vit bonde · d3 vit bonde · a2 vit bonde · c2 vit bonde · e2 vit kung · a1 svart drottning · g1 svart löpare | a8 svart torn · c8 svart löpare · d8 svart kung · g8 svart springare · h8 svart torn · a7 svart bonde · d7 svart bonde · f7 svart bonde · g7 vit springare · h7 svart bonde · a6 svart springare · d6 vit löpare · f6 vit drottning · b5 svart bonde · d5 vit springare · e5 vit bonde · h5 vit bonde · g4 vit bonde · d3 vit bonde · a2 vit bonde · c2 vit bonde · e2 vit kung · a1 svart drottning · g1 svart löpare | a8 svart torn · c8 svart löpare · d8 svart kung · g8 svart springare · h8 svart torn · a7 svart bonde · d7 svart bonde · f7 svart bonde · g7 vit springare · h7 svart bonde · a6 svart springare · d6 vit löpare · f6 vit drottning · b5 svart bonde · d5 vit springare · e5 vit bonde · h5 vit bonde · g4 vit bonde · d3 vit bonde · a2 vit bonde · c2 vit bonde · e2 vit kung · a1 svart drottning · g1 svart löpare | a8 svart torn · c8 svart löpare · d8 svart kung · g8 svart springare · h8 svart torn · a7 svart bonde · d7 svart bonde · f7 svart bonde · g7 vit springare · h7 svart bonde · a6 svart springare · d6 vit löpare · f6 vit drottning · b5 svart bonde · d5 vit springare · e5 vit bonde · h5 vit bonde · g4 vit bonde · d3 vit bonde · a2 vit bonde · c2 vit bonde · e2 vit kung · a1 svart drottning · g1 svart löpare | a8 svart torn · c8 svart löpare · d8 svart kung · g8 svart springare · h8 svart torn · a7 svart bonde · d7 svart bonde · f7 svart bonde · g7 vit springare · h7 svart bonde · a6 svart springare · d6 vit löpare · f6 vit drottning · b5 svart bonde · d5 vit springare · e5 vit bonde · h5 vit bonde · g4 vit bonde · d3 vit bonde · a2 vit bonde · c2 vit bonde · e2 vit kung · a1 svart drottning · g1 svart löpare | a8 svart torn · c8 svart löpare · d8 svart kung · g8 svart springare · h8 svart torn · a7 svart bonde · d7 svart bonde · f7 svart bonde · g7 vit springare · h7 svart bonde · a6 svart springare · d6 vit löpare · f6 vit drottning · b5 svart bonde · d5 vit springare · e5 vit bonde · h5 vit bonde · g4 vit bonde · d3 vit bonde · a2 vit bonde · c2 vit bonde · e2 vit kung · a1 svart drottning · g1 svart löpare | a8 svart torn · c8 svart löpare · d8 svart kung · g8 svart springare · h8 svart torn · a7 svart bonde · d7 svart bonde · f7 svart bonde · g7 vit springare · h7 svart bonde · a6 svart springare · d6 vit löpare · f6 vit drottning · b5 svart bonde · d5 vit springare · e5 vit bonde · h5 vit bonde · g4 vit bonde · d3 vit bonde · a2 vit bonde · c2 vit bonde · e2 vit kung · a1 svart drottning · g1 svart löpare | a8 svart torn · c8 svart löpare · d8 svart kung · g8 svart springare · h8 svart torn · a7 svart bonde · d7 svart bonde · f7 svart bonde · g7 vit springare · h7 svart bonde · a6 svart springare · d6 vit löpare · f6 vit drottning · b5 svart bonde · d5 vit springare · e5 vit bonde · h5 vit bonde · g4 vit bonde · d3 vit bonde · a2 vit bonde · c2 vit bonde · e2 vit kung · a1 svart drottning · g1 svart löpare | 1 |
|   | a | b | c | d | e | f | g | h |   |

1)18.d4 Dxa1 19.Kg2 Db2 20.dxc5 Sa6 21.Sd6+ Kf8 22.Le5 Dxc2+ 23.Kh3 f6 24.Sxf6
2)18.Le3 och: 
2a)18...Dxa1+ 19.Kg2 Db2 20.Lxc5 Dxc2+ 21.Kh3 Dxc5 22.Tc1 d6 23.Txc5 Lxc5 24.Dxc5 dxc5 25.Dc8# 
2b)18...d6 19.Ld4! Lxd4 20.Sxd6+ Kd8 21.Sxf7+ Ke8 22.Sd6+ Kd8 23.Df8+ Kd7 24.Df7+ Kxd6 25.Dc7+ Ke6 26.Sf4+ Kf6 27g5# 
3)18.Te1 och:
3a)18...Sa6 19.Ld6 Lb7 20.Lxc5 Sxc5 21.Sd6+ Kd8 22.Sxf7+
3b)18...Lb7 19.d4 med ett väldigt starkt anfall.   
Dxa1+ 19.Ke2 Lxg1?
19...Db2! vore bättre.
20.e5!! Sa6(!) 21.Sxg7+ Kd8 22.Df6!! Sxf6 23.Le7# (1-0)